# Elizabeth Bell
Pour les articles homonymes, voir Bell.
Elizabeth Bell, née le 1er décembre 1928 à Cincinnati et morte le 19 décembre 2016 à Tarrytown, est une compositrice américaine.

## Biographie
Elizabeth Bell naît à Cincinnati, dans l'Ohio, en 1928. Elle achève un Bachelor en musique au Wellesley College en 1950 et obtient un Bachelor en composition à la Juilliard School en 1953.
Elle étudie avec Peter Mennin et Vittorio Giannini à la Juilliard School, puis plus tard avec Paul Alan Levi (en). De 1971 à 1975, elle travaille comme critique musical du journal d'Ithaca.
Elle est membre fondatrice du New York Women Composers (en) et a travaillé pour l'Alliance des compositeurs américains (en). Elle est aussi très investie dans l'International Alliance of Women in Music.
Elle meurt à Tarrytown en 2016.